# 버라이즌 드로이드
드로이드(Droid) 시리즈의 전화들은 버라이즌 와이어리스 한정 전화이다. "드로이드"라는 브랜드는 루카스필름이 자신들을 위해 사용하기 위해 라이선스하는 루카스필름의 등록 상표이다. 이 전화들 중 다수가 다른 국가들에서 다른 이름으로 판매된다. (이를테면 모토로라 드로이드는 유럽에서는 마일스톤이라는 이름으로 판매된다)

## 역사
모토로라는 버라이즌을 위해 한정된 드로이드 전화를 제조할 것이라고 2013년 6월 23일 발표되었다.

## 전화
- HTC Droid Eris – 출시일 2009년 11월 6일
- 모토로라 모토쿼티 – 출시일 2009년 11월 6일
- HTC Droid Incredible – 출시일 2010년 4월 29일
- Motorola Droid X – 출시일 2010년 7월 15일
- Motorola Droid 2 – 출시일 2010년 8월 12일
- Motorola Droid Pro – 비즈니스 사용자를 위해 최적화됨, 출시일 2010년 11월 18일
- HTC Droid Incredible 2 – 출시일 2011년 2월 26일
- Samsung Droid Charge – 출시일 2011년 5월 14일
- Motorola Droid X2 – 출시일 2011년 5월 19일
- Motorola Droid 3 – 출시일 2011년 7월 7일, shipping with 2.3.6 Gingerbread
- Motorola Droid Bionic – 출시일 2011년 9월 8일
- Motorola Droid Razr – 출시일 2011년 11월 11일
- Motorola Droid Razr Maxx – Shipping 2012년 1월 26일
- Motorola Droid 4 – 출시일 2012년 2월 10일
- HTC Droid Incredible 4G LTE – 출시일 2012년 7월 5일
- Motorola Droid Razr M – 출시일 2012년 9월
- Motorola Droid Razr HD – 출시일 2012년 10월 18일
- Motorola Droid Razr HD Maxx – 출시일 2012년 10월 18일
- HTC Droid DNA – 출시일 2012년 11월 21일
- Motorola Droid Maxx – 출시일 2013년 7월 23일
- Motorola Droid Ultra – 출시일 2013년 7월 23일
- Motorola Droid Mini – 출시일 2013년 7월 23일
- Motorola Droid Turbo – 출시일 2014년 10월 28일
- Motorola Droid Maxx 2 – 출시일 2015년 10월 27일
- Motorola Droid Turbo 2 – 출시일 2015년 10월 27일
- 모토 Z 드로이드 – 출시일 2016년 7월
- 모토 Z 포스 드로이드 – 출시일 2016년 7월
- 모토 Z 플레이 드로이드 – 출시일 2016년 9월 8일